# Frutos Feo
Frutos Feo Pérez (El Perdigón, Zamora, España, 1 de enero de 1972) es un exvelocista español que se especializó en los 100 metros. 
Terminó séptimo en el relevo 4 x 100 metros en el Campeonato Mundial de 1997, junto con sus compañeros de equipo Venancio José, Jordi Mayoral y Carlos Berlanga con una marca de 38,60 segundos, récord nacional en la especialidad.
Su mejor marca personal es 10,20 segundos, lograda en julio de 1997 en Salamanca.